# Балкански юнак
Българо-македонско юнашко дружество „Балкански юнак“ е българско юнашко дружество, съществувало в Торонто, Канада.
Основано е на 28 май 1915 година от около 150 души членове. Целта му е да развива физическите, естетическите и моралните качества на участниците в него. На 11 декември 1927 година е взето решение да се слее с МПО „Правда“, която също си постава просветно-възпитателни цели сред младежта.